# 小名浜美食ホテル
小名浜美食ホテル（おなはま びしょくホテル）とは、福島県いわき市小名浜の海の駅いわき小名浜みなとオアシス1・2号埠頭地区（アクアマリンパーク）にある商業施設の愛称である。

## 概要
小名浜港1号埠頭と2号埠頭の間に広がるアクアマリンパークの一角に位置する商業施設である。もともとは小名浜港の港湾倉庫であったが、周辺一帯がアクアマリンパークとして再開発されるのに伴い、商業・交流施設として改修され、2008年にオープンした。現在でも屋根の形状から「小名浜さんかく倉庫」と呼称されることもある。2階建ての商業施設である1号館と、1階建ての交流スペースである2号館、その間に広がる交流広場で構成されている。

## 施設概要
1号棟
延べ床面積：1,723平方メートル
- 1階 - 土産物店・飲食店
- 2階 - 飲食店・多目的スペース

2号棟
延べ床面積：846平方メートル
- 小名浜潮目交流館（多目的スペース）

交流広場
面積：約1,200平方メートル

## 沿革
出典:
- 2006年 - 施設を管理・運営する株式会社アクアマリンパークウェアハウスが創業。
- 2008年4月20日 - 開業
- 2011年
  - 3月11日 - 東日本大震災による大津波により被災。建屋は全壊となる。
  - 4月20日 - 小名浜市街地の商業施設、タウンモールリスポ内の5坪ほどのスペースに「小名浜まちなか美食ホテル」がオープン。施設再開までの仮店舗である。
  - 12月16日 - 再オープン。

## アクセス
- 常磐自動車道いわき湯本ICより約15分。
- JR常磐線･泉駅より路線バスに乗車（小名浜･江名･洋向台行き）、支所入口（又は小名浜案内所）下車徒歩約7分。

## 関連施設
- アクアマリンふくしま - 展示コース内部にある寿司処「潮目の海」HAPPY OCEANSを運営。
- 鎌倉美食ホテル - 神奈川県鎌倉市に2015年に開業した。
- 湯本美食ホテル - JR常磐線湯本駅2階に2015年に開業した。
- いわき美食ホテル - いわき駅ビル2階に2016年8月17日に開業した。